# どこでもチョコボ
『どこでもチョコボ』は、スクウェア・エニックスが開発した携帯電話用アプリゲームである。NTTDoCoMoのiモード専用で、三菱電機の携帯電話機種、mova D機種にプリインストール（内蔵）されている。

## 概要
ファイナルファンタジーシリーズのキャラクターであるチョコボが冒険し、謎解きなどを行うゲーム。シリーズ展開されており、ほとんどが携帯電話にプレインストールされたものである。三菱電機の携帯電話用サイト"My D-Style"では、再ダウンロードや「攻略のヒント」などが配信されている。

## どこでもチョコボシリーズ
どこでもチョコボ 冒険編、待受編
D504iにプレインストールされている。アプリゲームである「冒険編」と、iアプリ待受画面である「待受編」がある。
どこでもチョコボ2 脱出! 幽霊船
D505i、D505iSにプレインストールされている。前編と後編に分かれている。
どこでもチョコボ2・5 潜入! 古代遺跡
『どこでもチョコボ2』の続編。プレインストールではなく、My D-Styleでダウンロードする形式である。2004年から配信されていたが、ダウンロードサービスは終了している。D505i、D505iS、D506iでダウンロードすることができた。
どこでもチョコボ3 倒せ! 虹色大魔王
D506iにプレインストールされている。前編と後編に分かれている。